# Hammarbya paludosa
Hammarbya paludosa là một loài thực vật có hoa trong họ Lan. Loài này được (L.) Kuntze mô tả khoa học đầu tiên năm 1891.

## Hình ảnh

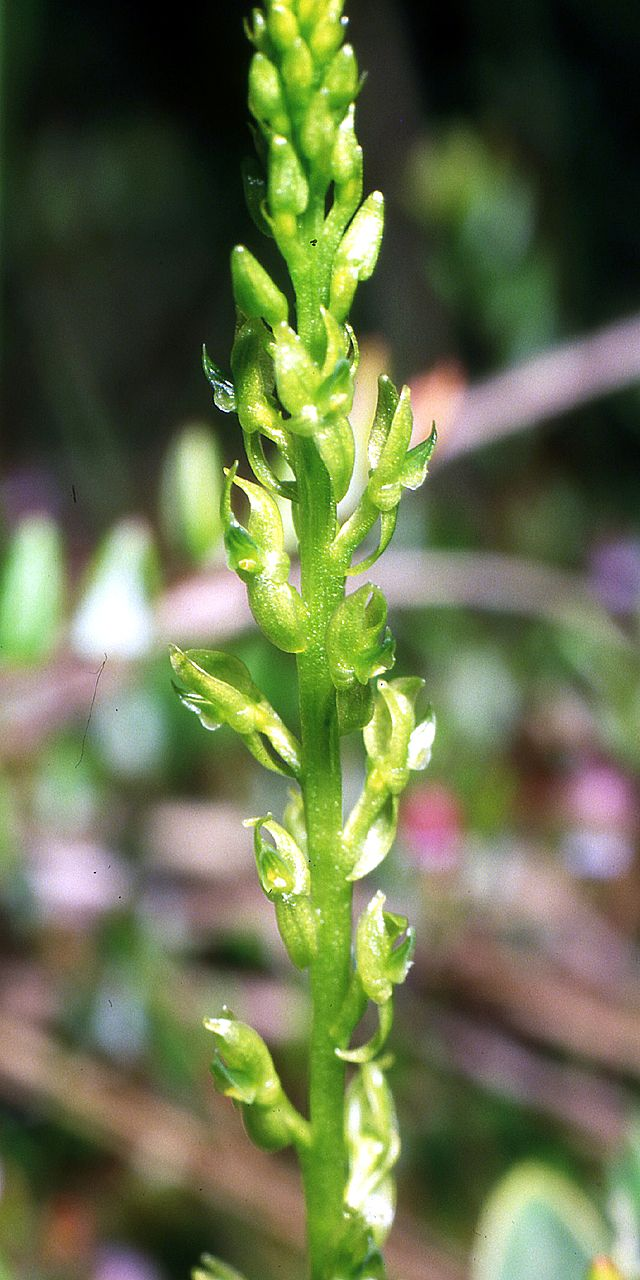
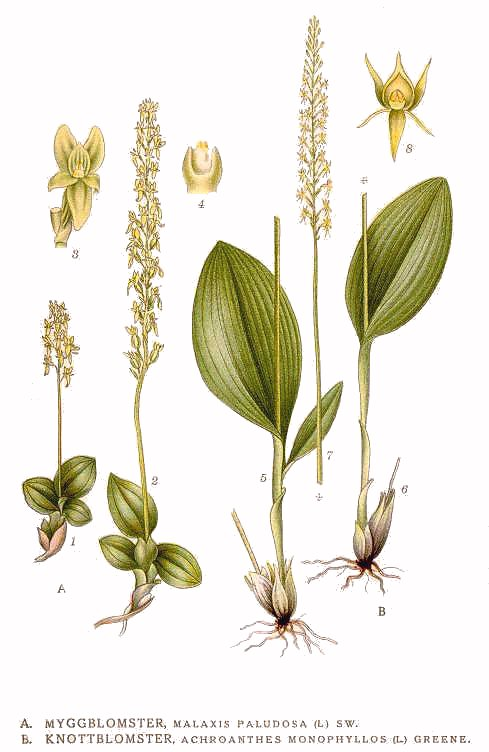
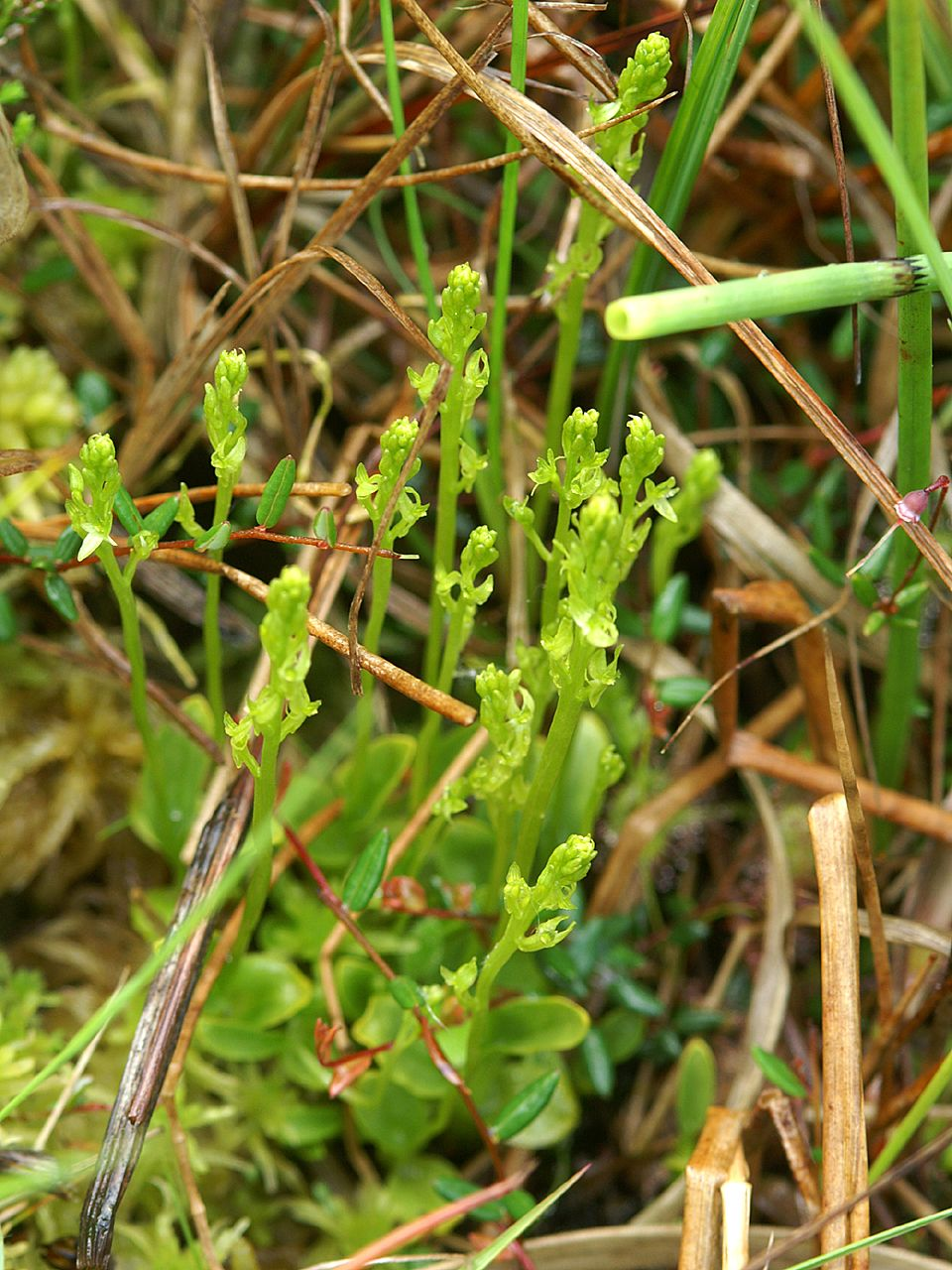
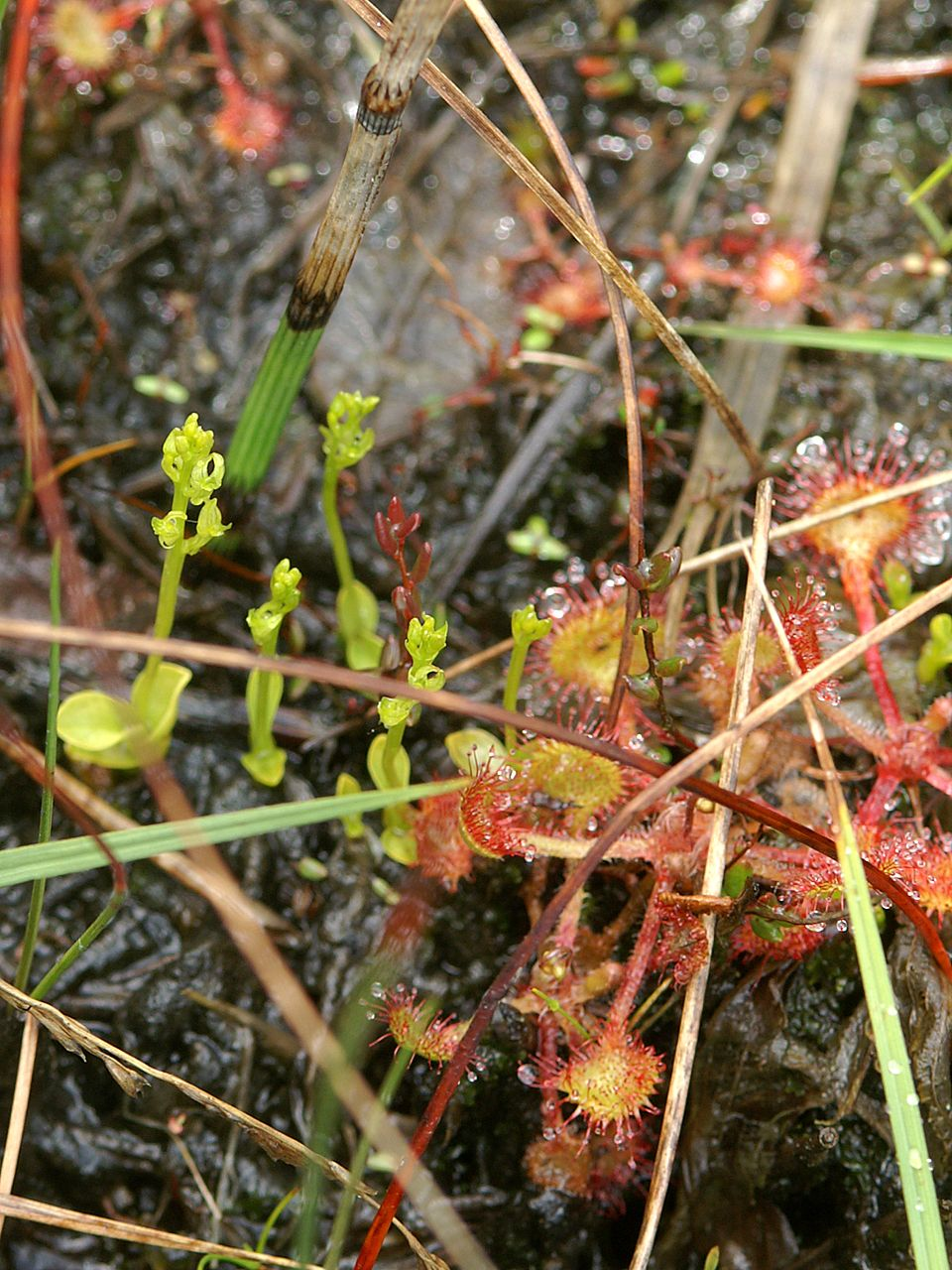